# Darkcore
Per darkcore o darkside si intende un sottogenere musicale di breakbeat hardcore e jungle emerso nel Regno Unito tra la fine del 1992 e il 1993. Il darkcore viene riconosciuto come uno dei diretti precursori del genere drum and bass e si caratterizza per le atmosfere cupe e minacciose in opposizione a quelle ludiche dell'happy hardcore, che costituisce anche esso un'evoluzione del breakbeat hardcore.

## Caratteristiche
Il darkcore è caratterizzato da breakbeat aggressivi, spesso sincopati, linee di basso a bassa frequenza e un pesante ritmo di 4/4. I brani sono generalmente compresi fra i 150 e i 167 battiti per minuto. Molte tracce sono caratterizzate da campionamenti cupi che comprendono voci distorte, suoni di sintetizzatore, colonne sonore di film horror, o grida di aiuto che contribuiscono a creare sonorità confuse e sinistre. Con l'evolversi dello stile, i produttori iniziarono a sostituire le sonorità horror a effetti sonori come il riverbero, il delay, il pitch shift e, soprattutto, il timestretching, che viene spesso applicato ai campionamenti e ai breakbeat. Fra le prime uscite della stilistica si contano le prime produzioni di pionieri del genere drum and bass, fra cui i 4hero, Goldie, Nasty Habits e Q Project.